# جمعية مرشدات سانت فنسنت وجزر غرينادين
جمعية مرشدات سانت فنسنت وجزر غرينادين هي المنظمة الإرشادية الوطنية في سانت فنسنت وجزر غرينادين. تأسست المنظمة في عام 1914، وأصبحت عضوا كامل العضوية في الرابطة العالمية للمرشدات وفتيات الكشافة في عام 1984. المنظمة للفتيات فقط وتضم 2،066 عضوة (اعتبارا من عام 2012).